# Eric Bojs
Eric Folke Torvald Bojs, född 19 oktober 1903 i Väckelsång, död 23 maj 1992 i Kalmar, var en svensk skolman, radioman, föreläsare och tecknare.
Bojs var son till hemmansägaren August Petersson och Ida Gustavsson. Han avlade folkskollärarexamen i Växjö 1924. När han vid seminariet en gång av en lärare blev tillrättavisad med uttrycket "Du är en riktig boys" började han sedan använde signaturen Bojs när han signerade tavlor. Han antog namnet som formellt släktnamn 1929. Han var verksam som lärare i Väckelsång 1924–1940. Han företog studieresor till Frankrike 1926 och vid återkomsten till Sverige studerade han konst vid Wilhelmsons målarskola i Stockholm 1926–1927 innan han 1940 kom till Kalmar där han 1947 anställdes som lärare vid Rostads folkskoleseminarium fram till sin pensionering. Han var verksam som tecknare och akvarellist och har med sina teckningar illustrerat ett stort antal böcker, bland annat Vilhelm Mobergs debutverk I vapenrock och linnebyxor samt läroböcker för folkskolan, skolradions programhäften, liksom pedagogiska arbetsblad (Gransholms arbetskartor i geografi och historia), landskapskartor med illustrationer och annat för skolundervisningen i olika ämnen. I tidningen Barometern medverkade han med teckningar och utgav tillsammans med och Hilding Wibling boken Hövdingar och annat gott folk i Kalmar län (1948). Tillsammans med prosten Pehr Edwall utgav han en serie böcker, där han målade av i stort sett alla kyrkor i Kalmar län och Edwalls presenterade dem i text, t.ex. Ölandsbuketten (1978)
liksom i Strövtåg med penna och ritstift (1981), och även Smålandsblandning från Tingsrydsbygden (1982–1984).
Offentlig konst av honom finns bl.a. i stadshuset i Kalmar, i Kapellgården vid Birgittakyrkan i Kalmar, olika varuhus och stormarknader i Kalmar, Börjes varuhus i Tingsryd, hembygdsgården och pensionärshemmet i Väckelsång.
Bojs var känd för sina underhållande kåserier inför publik, åtföljda av hans roande snabbteckningar, ofta föreställande känt folk eller karaktäristiska situationer ur folklivet. Han var Radiotjänsts och Sveriges radios ombud i Kalmar från 1947 och i den rollen uppmärksammad för sina kåserier i radio varje julaftonsmorgon under 37 år. I Kalmar var han ledamot av stadsfullmäktige 1948–1960.
Han var gift med Hilda Lindelöw och journalisten Karin Bojs är deras sondotter. Eric Bojs är gravsatt i minneslunden på Södra kyrkogården i Kalmar.